# Чуфлинський монастир
Чуфлинський монастир, Монастир Святого Феодора Тирона, монастир Чуфля (рум. Mănăstirea Ciuflea) — жіночий монастир Молдовсько-Кишинівської митрополії Російської православної церкви в межах міста Кишинева.

## Історія
Храм на честь Феодора Тірона був побудований для проекту Луки Заушкевича коштом купця першої гільдії Анастасія Чуфлі, що був родом з Епіра, за заповітом його старшого брата Феодора, який помер у 1854 році. Освячення храму відбулося 6 липня 1858. Першим настоятелем церкви став протоієрей Іоанн Бутук. Анастасій Чуфлі помер 1870 року. Обох братів поховано біля південної стіни церкви.
На початку XX століття, з метою збільшення місткості, вона була значно перебудована.
З площі перед Чуфлинською церквою на Великдень 6 квітня 1903 року розпочався перший кишинівський погром.
У 1962 році, у зв'язку із закриттям Христоріздвяного собору, Чуфлинська церква стала кафедральним собором Кишинівської єпархії. 1972 року було проведено капітальні ремонтні роботи. Реставрацію настінного живопису, виконаної у стилі Васнецова, проводив художник А. І. Бурбела. У 1974 році був споруджений південний боковий вівтар на честь Покрови Пресвятої Богородиці. У 1990-х Собор Різдва Христового повернуто до церкви і кафедра повернулася туди.
У 2002 році на базі Чуфлинського собору було створено жіночий монастир.
У рамках Міжнародної конференції «Історична спадщина Суворова» 20 липня 2019 року в монастирі було відкрито пам'ятник кадетам, суворовцям та нахімовцям, які загинули на полі бою, померли від ран та хвороб, що віддали душу за віру та Батьківщину.

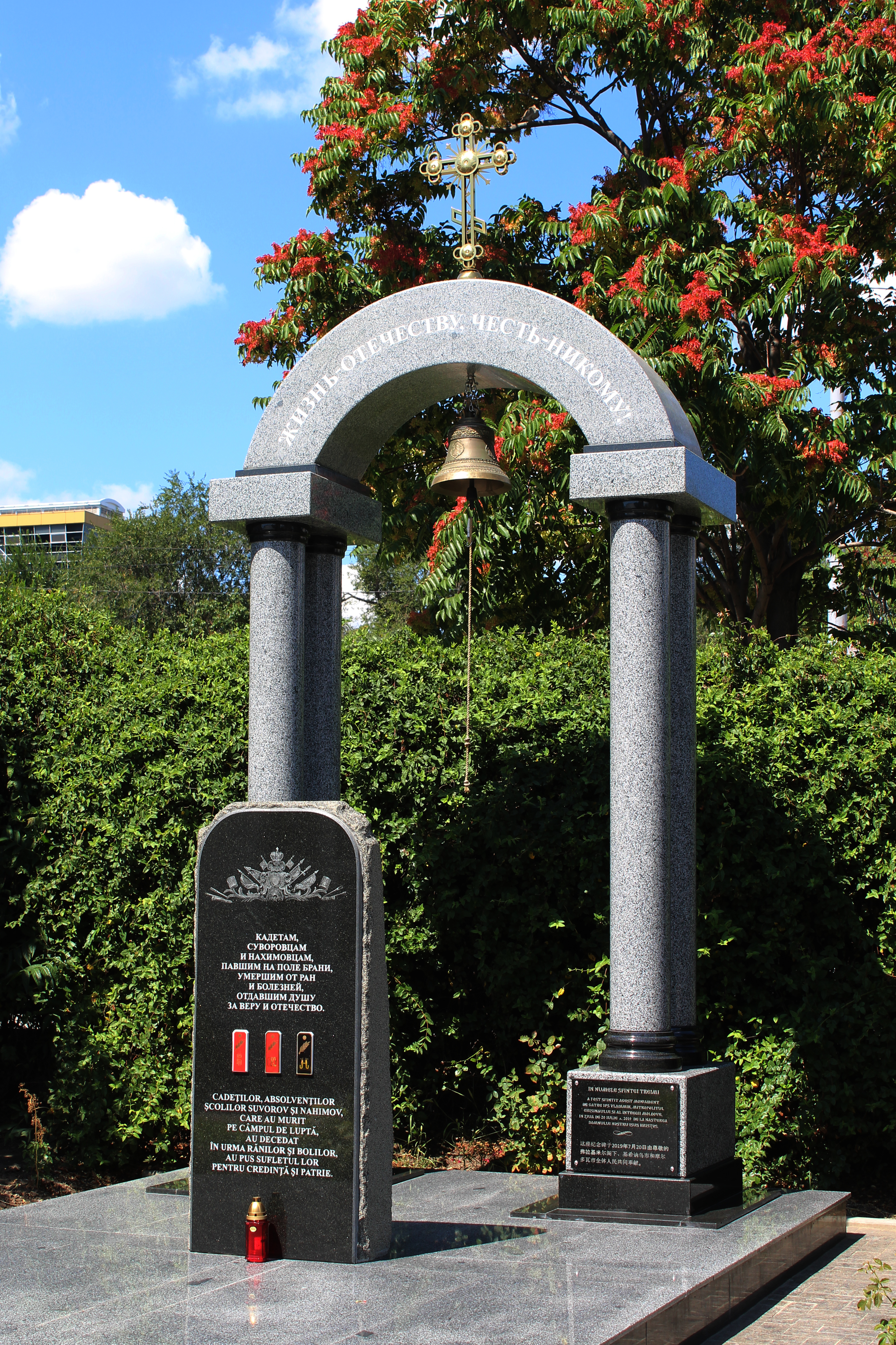
Меморіал — кадетам, суворовцям та нахімовцям, які загинули в боях за Батьківщину

## Архітектура

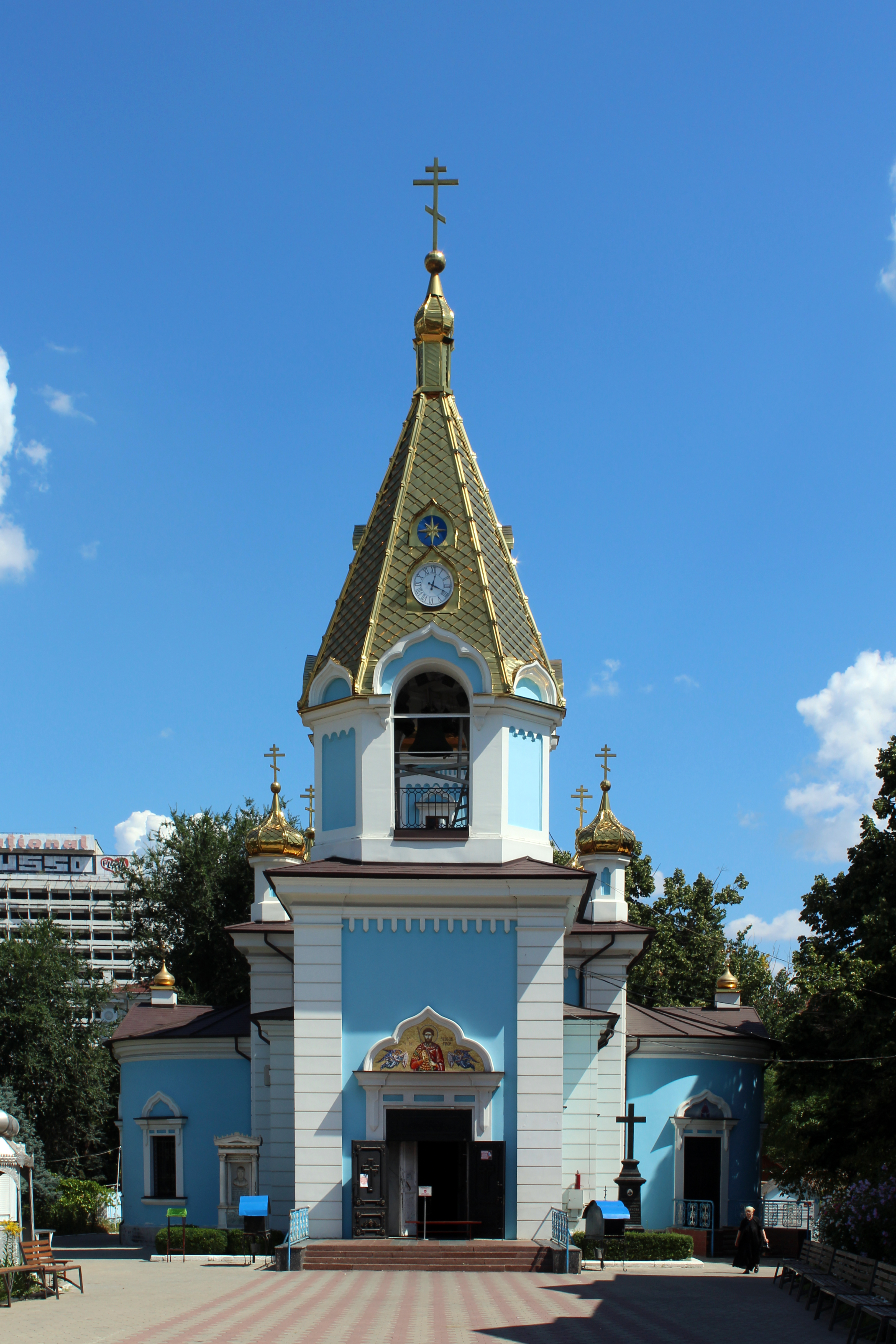
Шатрова дзвіниця монастиря в ім'я великомученика Феодора Тірона в м. Кишинів

Дев'ять куполів храму розміщено на восьмигранних барабанах. Із західного боку прибудовано шатрову дзвіницю. Окрім собору, до комплексу монастиря входить житловий корпус, трапезна церква Михайла Архангела та каплиця Іверської ікони Божої Матері.
У 2010-х роках бані церкви були позолочені, і будівлю відреставровано.